# 胡安·何塞·古斯曼
胡安·何塞·古斯曼(Juan José Guzmán，1797年7月—1847年10月19日) 萨尔瓦多军人、律师、政治家和第三任总统(1842年9月26日—1844年2月1日)。1842年4月12日至9月26日担任临时总统，9月26日当选总统。他是萨尔瓦多第一个民选总统。在任时击败了哥斯达黎加的军事挑衅，调整与洪都拉斯跟尼加拉瓜的关系，再次组建中美洲联邦。1844年2月他把权力移交给副总统费尔明·帕拉西奥斯后辞职，前往圣维森特居住，1847年病死。